# Данте Алигијери
Данте Алигијери (итал. Dante Alighieri; Фиренца, мај/јун 1265 — Равена, 14. септембар 1321) био је највећи италијански песник касног средњег века. Његово највеће дело, Божанствена комедија, првенствено објављена под називом Комедија, а касније је Бокачо додао епитет „божанствена“, представља кулминацију средњовековног погледа на свет и основу модерног италијанског језика. Такође, сматра се једним од највећих ремек дела светске литературе.
У касном средњем веку, велика већина поезије је била на латинском језику, и самим тим доступна само богатим и образованим грађанима. Данте се залагао за писање на народном језику, те је своје радове Нови живот (1295) и Божанствену комедију написао и објавио на његовом матерњем тосканском дијалекту. То је за оно време било јако неуобичајено, али су поједини песници, попут Петрарке и Бокача, наставили да прате. Као резултат тога, Данте је одиграо кључну улогу у формирању модерног италијанског језика. Као узор, Данте је послужио многима, између осталог Џефрију Чосеру, Џону Милтону, Алфреду Тенисону и многим другима. Такође, Данте се сматра оснивачем строфа од три стиха, тзв. терцина.
Данте се често назива „оцем италијанског језика“ и једним од највећих песника светске литературе. У Италији, за њега се везује ословљавање са il Sommo Poeta (врховни песник), а заједно са Петрарком и Бокачом чини „три круне италијанске поезије“.

## Биографија
Када је Дантеу било 12 година (1277) верен је Ђемом Донати. Уговорена венчања у раним годинама, у то доба су била уобичајена.
У осамнаестој години Данте је срео Гвида Кавалкантија, Лапо Ђианија, Ћина да Пистоја и нешто касније Брунета Латинија. Они су заједно постали вође литерарног покрета „Слатки нови стил“ (Dolce Stil Nuovo). Брунето је касније добио посебан помен у Божанственој комедији због онога чему је научио Дантеа.
У том периоду је срео и Беатриче Портинари, кћерку Фолка Портинариа. Тешко је одгонетнути од чега се састојала ова љубав, али се догодило нешто веома битно за италијанску културу. У знак ове љубави Данте је оставио свој траг помогавши песницима и писцима да открију тему љубави која никада до тада није била толико наглашена. Љубав према Беатриче је очигледно постала разлог за поезију и живот.
Када је 1290. Беатриче умрла, Данте је покушао да нађе спас у латинској литератури. Познато је да је у то доба читао Ботетиусова филозофска дела и Цицеронову De amicitia. Његова страст за филозофијом је касније била критикована у „Чистилишту“ кроз лик Беатриче.

### Фиренца и политика
Данте је такође у једном периоду био војник и 1289. године учествовао у бици код Кампалдина (11. јуна), са фиорентинским витезовима против Ареца.
Такође је постао и лекар и фармацеут. Он није желио да се бави тим професијама, али је закон донесен 1295. године захтијевао да племићи који желе да раде у јавној служби морају бити чланови неког еснафа, тако да је Данте приступио апотекарском еснафу да би се могао бавити политиком. Изабрао је апотекарски еснаф јер су се у то доба књиге продавале у апотекама.
Бавити се политиком није било лако када је папа Бонифације VIII планирао да војно освоји Фиренцу. 1301. године Шарл де Валоа, брат Филипа IV краља Француске, је посјетио Фиренцу јер га је папа именовао миротворцем за Тоскану. Али градске власти су одраније папине амбасадоре лоше третирале, тражећи независност од папиног утицаја. Такође могло се очекивати да ће Шарл де Валоа добити и друга, незванична наређења. Градски савјет је послао делегацију у Рим, са намјером да дознају папине намјере. Данте је био вођа ове делегације.

### Изгнанство и смрт
Бонифације је отјерао остале представнике и тражио од Дантеа да сам остане у Риму. У исто вријеме (1. новембар 1301) Шарл де Валоа је ушао у Фиренцу са Црним Гуелфима који су у сљедећих шест дана разорили град и убили скоро све своје непријатеље. Нову власт су чинили Црни Гуелфови, а Канте де Габријели ди Губио је именован за градоначелника. Данте је осуђен на двогодишње изгнанство и велику новчану казну. Пјесник је још увијек био у Риму гдје му је папа сугерисао да остане. Он није био у могућности да плати казну и на крају је осуђен на доживотно изгнанство.
Пјесник је учествовао у неколико покушаја да Бијели Гуелфи стекну моћ коју су изгубили, али су сви покушаји пропали. У то вријеме је почео да пише скицу за Божанску комедију.
Данте је отишао у Верону као гост Бартоломеја дела Скале, затим отишао у Сарцану у Лигурији, а након тога је неко вријеме живио у Луки са госпођом Ђентука, која је његов боравак учинила удобним и касније је поменута у Чистилишту. Неки извори кажу да је боравио у Паризу између 1308. и 1310. године. Други извори кажу да у то вријеме у Оксфорду.
Хенри VII од Луксембурга је 1310. године напао Италију. Данте је у њему видио шансу за освету, тако да му је написао неколико писама жестоко га подстичући да разори Црне Гуелфе. Мјешајући религијске и приватне разлоге дозивао је божији бијес на Фиренцу, предлажући неколико одређених мета које су директно биле и његови лични непријатељи.
У Фиренци Балдо д'Агуглионе је помиловао већину Бијелих Гуелфова и дозволио им повратак у град. Данте није био међу њима и његово изгнанство је продужено.
Ариго је 1312. године напао Фиренцу и поразио Црне Гуелфе, али нема доказа да је Данте био умијешан. Неки кажу да није желио да учествује у нападу на свој град на страни странаца, други да није био радо виђен ни међу Бијелим Гуелфима и да је сваки доказ о његовој умјешаности у напад пажљиво уклоњен. 1313. године Ариго је умро и са њим и свака нада за Дантеа да ће поново видјети Фиренцу. Данте се вратио у Верону гдје му је Кангранде дела Скала омогућио сигуран и угодан боравак. Кангранде се помиње у Дантеовом „Рају“.
Фиренца је 1315. амнестирала људе у изгнанству. На листи помилованих је био и Данте, али Фиренца је тражила да помиловани буду третирани као јавни грешници у вјерским церемонијама. Данте је одбио овакав повратак и одлучио да остане у изгнанству.
Данте се и касније надао да ће бити позван у Фиренцу под часним условима. За Дантеа је изгнанство представљало облик смрти. Наравно да се то никад није догодило. Његове кости су још увијек у Равени, а не у Фиренци.
Гвидо Новело да Полента, принц Равене, га је позвао у Равену 1318. године, и Данте је прихватио понуду. У Равени завршава Рај и недуго након тога умире, претпоставља се од маларије. Сахрањен је у цркви Св. Пјера (касније преименованој у Сан Франческа).
На гробу се налази стих Бернарда Канаћиа, Дантеовог пријатеља:

"Фиренца, мајка мале љубави"

## Божанствена комедија
Божанствена комедија писана је почетком 14. века, од 1308, па све до Дантеове смрти 1321. године као ауторова етичка и религиозна порука човечанству за које је веровао да је огрезло у грех. Божанствена комедија је зато једно вертикално стремљење, позив на контемплацију – основа Дантеовог света је у моралној идеји, каже Де Санктис – та идеја је својствена другом свету – она је његова дефиниција. Рајем управља таква филозофија какву је Данте желео да успостави на земљи, а до њеног спознања се долази преко заборава тела, вођством разума, љубави и милости божије.
Сама концепција Комедије настаје у складу са Commedia del anima – Она прати стандардну путању душе кроз три царства – Људскост, Очишћење и Препород. Стандардној алегорији о успењу душе Данте је удахнуо живот новим начином алегорије, чинећи да ликови које среће на свом путовању уз нужну типизираност поседују индивидуалност- Данте пише у Convitu да дослован смисао мора бити независан од алегоријског, да би био схватљив сам по себи. Управо то чини у свом највећем делу.
Са ликовима Комедије налазимо се у међупростору зато што је индивидуално постало опште и опште индивидуално, и постојање становника другом света је сасвим специфично. Оно варира у зависности количине божанске милости којој су изложени. Пут Божанствене Комедије полази од тела, материјалне патње, да би завршио са блаженством бестелесног постојања које се смртницима појављује као светлост.
Данте никада не заборавља свој задатак, а то је, да изложи морални поредак, оцени свачије место у вечности, а то се једино може апсолутним еклектицизмом – паганска филозофија, римски песници, народна веровања, и обичаји, библија и метафизички епови Алана – сав културан опус средњег века Данте уграђује у своја три света и излаже његовим строгим правилима науке – филозофије и теологије, бојећи целу ствар личним афинитетима.
Тако, на првој лествици и раја и пакла затичемо једну исту сорту – индиферентне, разлика је и врсти индиференције јер они рајски су били спречени да делују против насилника, и тако су сврстани јер нису учинили чудо. Иако њихова казна није страшна као Руђијеријева, Пјера Де ла Виње или Одисеја, у самом говору песника осећа се презир – потпуно друкчије него у Лимбу, Вергилијевом Елисију, где уважени чамују јер су рођени п. н. е..

### Пакао
Пакао је левак у коме се замрачују духови, док се не угуше у апсолутној материји и леду. Демони који се у њему налазе, прикупљени из предања и митологије, окончали су своје деловање и представљају симбол и слику греха који мучи човека.
Тамо где је, као у Паклу, поредак первертиран, Данте приступа аристотеловској класификацији грехова укрштеној са егземпларном фигуром порока. Новост је симболичко атрактиван број грешника. Иако је њих колико птица у јату, он из јата издваја нпр. само 7. Ако у том певању нпр саберемо Паола и Франческу добијамо број 9. Према Дантеу они добијају свој пуни смисао тек када су доведени у везу са претходних 7 егземпларних фигура којима се као савремени ликови супротстављају. Курцијус ово назива експлозивним продором доживљене историје. Епски митолошки филозофски, реторички обележен образовни свет средњег века. Касније имамо и десет насилника против ближњег, седам содомита... Концепт расподеле заснива се на Аристотеловој Етици.
У почетку пакла, човек је само лишен разума, једноставно је препуштен властитим силама своје душе. То је зачетак животиње. Основна црта за раздвајање злочинаца је намера, и она Пакао раздваја на три дела. Они који су грешили без разума и воље, Они који су грешили против другог и себе, и на крају, они који су имали зао циљ и хладно га разрадили.
Тако у другом кругу, су распусници – код којих је страст победила разум и они су јој се предали без намере. Франческа и Паоло – Љубавници које је страст савладала и животу, и сада су неодвојиви у пакленом вихору, који носи и Тристрана са Изолдом. У Франческиној исповести, једноставно и са мером, оживљен је призор нежног али и страственог испољавања љубави, што туробни мрак пакла начас осветљује људском топлином и неизрецивом лепотом. То је уметничко средиште и најбољи део В певања које је надахнуло многобројне уметнике. Заједничко читање витешког романа, узајамни погледи због његовог садржаја, бледило због жудње и због стрепње да не одају сакривену жељу, провала неиздрживе страсти у пољупцу, нераскидива спона с Паолом у љубави, смрти и казни; ћутња и сузе Паола које прате приповедање лепе, женствене и племените Франческе, губљење свести и (још један) физички пад Дантеа – цео тај љубавни роман сажет је у познатој епизоди. Драматичност се налази у сусрету душе коју је победио грех и душе која тежи савладати услове који на грех наводе.
Казна за Паола и Франческу је Вихор који их носи као голубове. Велико саосећање ствара ту слику. Тако Данте чини стварношћу оно што пише – Своје сажаљење супротставља усуду. Они су још увек бића – у Паклу осећају и плачу. Чако, прождрљивац трећег круга, шибан је јаком кишом. Он прориче Дантеу политички расплет у Фиренци: једна партија ће да победи другу и уз ту ће да стане папа. Упућује га да ће у даљем Паклу срести и Фаринату и Рустикучија. Ови грешници још увек задржавају људска осећања и лик.
Почетак јаруга је Град Дис. Ту су јеретици, а кажњени су јер нису веровали у бесмртност душе. Зато леже у гробовима, као мртваци, и људскост у њима се губи. Остају само природни нагони којима не влада разум и тако, Фарината, усправљен у гробу, као да пркоси паклу. Ослободилац Фиренце, узвишен за Дантеа. Прогони које је вршио били су његова политичка вештина, и прориче Дантеу да ће и њега прогнати. Онда хоће да се опере – Како то да је он гори од ових других који ће протерати Дантеа?
Фарината је већ у тој узвишености окамењен. Шта да кажемо о Пјеру Де ла Вињи међу самоубицама који је претворен у Дрво и жури да оправда исту неправду због које се убио ударајући главом о зид. Самоубица је песник сицилијанске школе кога Данте налази међу самоубицама, претвореног у дрво. Утамничен и ослепљен у очекивању насилне смрти сам себи је пресудио разбивши главу о зид. У носталгији с којом се сећа срећног раздобља кад је био мио владару, у осуди дворске зависти, у уверености у своју невиност, Данте имплицитно пројектује и властити удес неправедно осуђеног прогнаника који је и сам упознао сплетке.
Прави пакао настаје у злим јаругама, и ту први пут видимо на делу овај етички принцип. Оно што је била неконтролисана страст овде постаје порок (страст која се понавља). Пошто ти људи за живота нису имали контролу над својим људским страстима, у паклу њихово људско лице нестаје. Људи се физички уврћу и губе структуру. Још је одблесак телесног у Капанеју – он лежи, пун презрења у врелој бури. Какав је био жив такав је и мртав. Стање смрти га по његовом мишљењу није променило, те Јупитер није победио..
Међу насилницима содомитима у седмом кругу, наилази и на Брунета Латинија. Овај му прориче да ће постићи сјајна дела, али да ће га због тога мрзети. Он је први астролог у Паклу.
Зле Јаруге – Десет јама за Варалице које се налазе у осмом кругу пакла. Ту среће Папу Николу трећег који мисли да је Данте ту да види његов папски плашт - У 3. јаругу Данте смешта симонијанце, тј, трговце црквеним добрима и, уместо да епски извести о новој фази путовања, свечаним и гневним тоном директно оптужује оне за које је сматрао највећим кривцима зла у друштву свог доба – оне који су подмићивањем и међусобним свађама ради црквених части били криви за анархију у свету. Према Дантеу, правда и ред су могли настати да је власт припала цару, а да су се црквом бавили неподмитљиви. Пошто су на Земљи волели злато из земље, тако у паклу корумпирани црквењаци леже наопако забијени у шупљине камена, изван им вире ноге до листа, а табани им горе на површини као запаљени масни предмети, па од бола преврћу ногама. Данте који је у својој инвективи следио здраво расуђивање, сретан је што је Вергилије, симбол разума, са задовољством слушао његове речи. У седмој злорупи долази до метаморфозе Вани Ф-учија у змију. Нагони и несвесно постали су прејаки. Фучија уједа змија за врат, и брже него што се напише слово он се претвара у пепео па се поново ствара. Прориче му да ће странка Црних доћи из Пистоје у Фиренцу, и да ће се бити битка на Пиченском пољу. Каже да му то прича да би му задао наглу бол. Прича се наставља у новој песми, где се на фучија лепе змије..
У деветој злорупи осмог круга је распорен Мухамед где му висе црева. Ђаво их шиба до жида, па се враћају на ново распоравање кад им ране зарасту. Ту се налази и Бертран де борн са главом под мишком попут светиљке. Раздвајао је друге, а сад је сам раздвојен.
Оно што је најгоре мучење за становнике злих јаруга је што они имају животињске прохтеве и нагоне, али имају људску савест. Ка дну јаруга та савест слаби, као што се смрдљива вода замрзава.
У Коциту, антенори, налазимо Уголина који прича исповест како му је умирало једно по једно дете у кули глади.
Од животиње човек постаје окамењено биће. У три појаса – Каин, Антенора и Јудека душе су уроњене у лед, глупа материја без духа. Трагичност пакла је у вечном, чистом карактеру душа који упркос Богу задржавају вечну позу своје страсти – Као Франческа, Фарината и Капанеј. Из те трагике, улази се у свет сатирично комичног у коме су и Вани Фучи, и Одисеј, и као врхунац Луцифер.

### Чистилиште
Чистилиште је место на коме се страсти и чула смирују и зато на његовим вратима стоји Катон. Етички принцип овде је налик оном којем су тежили антички мудраци. У Предчистилишту два анђела терају змијског демона и последњи пут се јавља тело. Овде је Пакао успомена, а Рај жеља. Душе суде својим грешкама и радују се својим врлинама.
У чистилишту преовладава паралелизам егземпларних фигура и ту се перцепција претвара у симболичку визију. Стварност постаје очигледан знак нечег другог. Као и духови, стварност се издиже и тражи слободу. Душе су гледаоци а не актери. Успињући се они посматрају симболичне слике добра и зла, све док је не спознају својом врлином. Тада симболичка визија постаје екстатичка.
Основно осећање у чистилишту је сета. Као она коју показују Бонконте и Пија де Толомеји. Настављајући пут, песници срећу Сордела, трубадура који је певао на италијанском језику. Пошто се (као Мантовац) загрлио са земљаком Вергилијем, он им показује долину владара, где су душе “немарних у обављању дужности” који су се такође закаснили са обраћањем Богу. Затим Данте чује још једно пророчанство о свом прогонству, па га, уснулог, Луција (симбол милости која просветљује) преноси до врата чистилишта. Још један Вергилијев ученик, Стације који се придружује песницима на путу у 6. круг где су прождрљивци кажњени глађу и жеђу док око њих све тече и зри.
Гвидо Гвиничели – песник кога срећу у 7. кругу где су сени разблудних. Данте овом песнику изражава одушевљење и назива га оцем својих другова у долце стил нуово.
Арно Данијел – Среће га на истом месту и овај му говори провансалским стиховима.
Земаљски рај – последња станица у Чистилишту где ће се Данте срести са Беатриче и Анђелима, и након дужег корења морати да одговара на питања у вези својее грешности. У идиличном крајолику земаљског раја, полаганим кораком песник долази до реке Лете, а с друге стране му се обраћа прелепа Мателда. Затим му се у великом сјају указује мистична опходња у којој види 7 упаљених свећњака, 24 старца окруњена љиљанима и 4 животиње што окружују кола која вуче гриф, а следи их 7 стараца окруњених црвеним цвећем: то је алегоријска процесија која симболизује стари и нови завет, Цркву, Христа, разне крепости и врлине. На крају процесије, у облаку цвећа које бацају анђели, 3 пута позвана, на тријумфалним се колима појављује Беатриче, и ту почиње централни призор последњег дела Чистилишта.
Лирски тонови најављују поезију једног од доминантних мотива спева у којем је сва пажња усредсређена на Беатричин лик. Она се појављује у пуноћи своје људске природе, лепоте и етичке узорности, бацајући пунију светлост на Дантеову људску и моралну драму. После њене појаве, Данте с болом запажа да је нестао вољени учитељ који га је дотле мудро и очински водио, а сад се морао вратити у Лимб.
Беатриче Дантеа дочекује строгим речима прекора које циљају на његову приврженост земаљским добрима због којих је заборавио праву срећу до које је сада, у земаљском рају, доспео. У њеним речима синтетизована је драма Дантеовог живота између тежњи к добру и греха, љубави и странпутице... После њих, песник, покајнички скрушен, исповеда узрок својих заблуда. Позван да погледа Беатриче, у унутрашњем конфликту кајања и мржње према учињеним гресима, губи свест у коју га враћа Мателда загњуривши га у Летину воду заборава што брише свако сећање на грех. Тек тада, доведен до Беатриче, може издржати поглед блиставих очију.
Затим види велелепну алегоријску представу у којој се симболично предочава пут човечанства и корумпираност цркве. Беатриче пророкује долазак божанског гласника који ће обновити свет – а то је позив Дантеу да залуталом човечанству покаже пут ка спасу. После тога, Мателда одводи Дантеа и Стација до Евноје, реке сећања на учињена добра и тако песник постаје чист и достојан да се уздигне према круговима неба. Било је то 30. марта (или 13. априла) око поднева.
Прецизан опис физичких патњи које је поднео од руке плаћених убица, Ђакопо је дао смирено и с дистанцом, јер је емотивно далеко од тих догађаја (за разлику од сена у паклу), као и друге сене чистилишта којима је углавном овладала жудња за рајем, битна осећајна саставница јунака друге кантике. Иако сене чистилишта немају онако пластичан песнички лик као становници пакла, ипак се и оне међусобно разликују, па су и у овој епизоди јунаци подједнако сетни због патничког свршетка на Земљи, садашњег стања, усамљености и небриге сродника који се за њих не моле...
Седам печата које је добио на челу, Данте сваким кругом брише, и на крају се купа у водама Лете и Евноје.
Успење прате химне и псалми поворки које се спасавају, да би на врху био спектакл – Седам свећњака на челу поворке, за њима пук обучен у бело који пева, па затим црква као кочија између четири животиње јеванђеља, праћени светим Луком и Павлам, четири писца посланица и на крају Св Јованом Богословом.
Процесија се прекида громом, долази Мадона, и Вергилије напушта Дантеа, који мора да одговара Беатричи о својој грешности. После призора на Адамовом дрвету, настаје Рај.

### Рај
Рај је краљевство какво је Данте желео да установи на земљи. У њему царује филозофија. Пут рајем представља пењање од звезде до звезде до Емпирејског неба у коме је извор све милости, Бог. Светлост на том путу полако засењује све форме. У седам рајских небеса спадају јунаци активног живота: законодавци, човекољупци, црквени оци, мученици и праведници, док је Сатурново небо резервисано за контемплативне душе. Скупине ликова обједињују иста осећања и они их изражавају формирајући фигуре светлости.
И Рају поново влада корпоративни принцип, повезан са композицијом бројева. Сунчано небо обухвата две групе од по 12 представника мудрости. Једни заједничко носиоцима имена мудрих је то што су они представници артес, историје и правних наука. Десет филозофа и мислилаца представљају сапиентиа – мудрост, док седам научника представљају сциентиа – науку. И трећу групу блажених чини 9 људи а води је Качагвида.
Композицију раја не чине само бројеви већ и светлосне фигуре – након концентричних кругова долази крст, па затим орао шесторице праведних владара на Јупитеровом небу..
Месечево небо – рајски лењивци – они који због туђег насиља нису испунили завет чистоте Међу душама у месецу, јединима у рају који још имају обрис људских ликова, види Пикарду Донати, која дискретним алузијама, без горчине, евоцира драму свог живота – кад ју је брат извадио из самостана и присилио да се уда.
Јустинијан – Обитава на Меркуровом небу и Дантеу велича историју Римског царства од Енеје до Карла Великог. Ту су блажени који су били делатни у животу због земаљске славе а не због љубави према Богу.
Венерино небо – Место где обитава Карло Мартел, чијим је срцем завладала љубав, али је он брже боље усмерио ка Богу.
Тома Аквински – Данте га среће у Сфери Сунца, међу светиљкама венцакоји пева и плеше. Тома хвали Фрању Асишког – а обојица коре своје изроде од следбеника.
Каћагвида – Међу душама које су умрле борећи се за веру. Овде се отвара епизода значајна за схватање политичке и идејне мотивисаности спева и у њему остварене Дантеове мисије. Насупрот “новим људима” који су Фиренци донели грамзив дух, политички раздор, раскош и поквареност – Каћагвида са тугом говори о трезном и скромном граду старих породица и о њиховом поштеном и мирном животу – супротности савремене Фиренце. Након толико непотпуних алузија које је добио током путовања, Данте од свог чукундеде добија свечано пророчанство о свом прогону, али и о слави која ће му се у далеком потомству пронети захваљујући узвишеној обновитељској мисији. Зато га он подстиче да истину о свему што је видео објави човечанству и да му неустрашиво разоткрије узроке покварености и зла, како би му показао пут ка спасењу.
Рифеј - небески орао - У шестом, Јупитеровом небу, душе праведника лете обликујући слова, међу којима се слово М (којим почиње реч ‘монархија’) преображава у слику орла (симбол правде и Царства).
Свети Петар и Бенедикт – налазе се међу контемплативним душама у седмом небу и критикују похлепу црквених достојанственика и морално опадање редовника.
Звездано небо – велики тест - Св. Петар испитује га о вери, Св. Јаков о нади, Св. Јован о љубави, док му Адам тумачи појам источнога греха. У сусрету са утемељитељем римске Цркве Данте преко њега изриче жестоку, у спеву најоштрију, осуду против покварености папа.
Следећи Беатричине очи, Данте се уздиже у девето, кристално небо, где се као неизмерно сјајна тачка указује Бог око којег круже анђеоски зборови у облику 9 огњених кругова, а Беатриче му тумачи њихову нарав и задатак. Обухваћен светлошћу као муњом, напокон пређе у Емпиреј и види светлосну реку расцветалих обала и пребелу ружу блажених, а безбројни анђели непрестано лете према Богу и враћају се у големи цвет преносећи мир и жар љубави блаженима. Стигавши већ на крај путовања, Данте из средишта те руже у неисказивој срећи посматра радосне ликове блаженика који круже у мору светлости. Беатриче се враћа на своје место у Емпиреју, а уместо ње Дантеа води св. Бернард који га позива да гледа Марију, а она ће му својим заговором омогућити да види Бога (отићи ће до босс-а и апеловати на њега да прими Дантеа на кратко иако нема заказано). Цели рај моли за песника и најзад му је допуштено да непосредним гледањем продре у највише тајне свемира, св. Тројства и Утеловљења, да досегне стање блаженика неизрециво речима.
Поред светлости јављају се певање и интелектуална визија. Певање блажених су гласови а не речи. Такав, Рај је најспиритуалније представа Бога – непосредна појава духа, само светло без садржаја. Сви становници Раја живе једно у другом, а заједно у Богу.

## Симболика бројева
а)	Симболика бројева
Данте је, захваљујући традицији и врсти свог образовања био опседнут композицијом бројева. Његова три царства стала су у три поеме, од које се свака састоји од 33 певања. Свако певање се састоји од одређеног броја терцина повезаних принципом уланчавања. У свакој шестој песми све три поеме говори се о политици. Бројеве Данте употребљава на више нивоа – при чему кроз поезију проплиће нумеролошке и астролошке одреднице и мотиве.
Садржајем дела доминира ред, карактеристичан за Дантеа; оно има чврсту идејну и концептуалну структуру. Поема се састоји од 14,233 стиха у једанаестерцу, ланчано повезаним римованим терцинама (аба бцб). Алегоријски симболизам бројева, уткан већ у Нови живот, у Комедији постаје начело песничке композиције. У складу са Дантеовим схватањима, Комедија је изграђена у тројној архитектури која симболизује свето Тројство - спев је подељен на 3 дела. Свака кантика састоји се од 33 песме, с тим што Пакао има и уводну песму, што чини укупно 100 песама (што је савршени број у мистичком тумачењу бројева). Унутрашња подела је такође симетрична: Пакао има 9 кругова и предворје, што чини десет; Чистилиште има земаљски рај и девет делова (плажа, претчистилиште и 7 појасева); Рај има 9 неба и Емпиреј. Сваки од три дела поеме завршава се речју звезде. Свака шеста песма говори о политици: Фиренце, Италије, Царства. Душе грешника, душе покајника и душе блажених разврстане су у три групе. Песника на почетку ометају три звери. Има три водича: Вергилије – разум, Беатриче – божанска милост и љубав, свети Бернард.
Једно од таквих пророчанстава му и у Рају даје Качагвида, и у његовом разговору са Дантеом долази до поређења садашње и некадашње Фиренце. Иступајући као предсказалац будућих догађаја, Данте себе диже на пиједестал апостола Комедије и пророка.

## Дантеов језик
Језик Комедије има за основу тоскански, односно фирентински дијалекат. У употреби су и свакодневне речи, народни изрази, жаргони. Укључује галицизме и неологизме, око петсто латинизама. Данте показује велики таленат у нијансирању значења. Стилски је врло различит – од трагичног до комичног, од понизног до свечаног, од гротескног до народног. Данте је заслужан за име треће поетске школе тринаестог века долце стил нуово. То помиње у Чистилишту Бонађунте из Луке. То је слављење љубави према племенитој жени која може да пружи блаженство мушкарцу.
Оплођивање романских језика латинском духовном и књижевном традицијом је оно што је у Италији, која је још увек гајила језичке сличности са латинским светом, дало Дантеу крила. Опседнутост латинским образовањем и склоност ка техничким експериментима у Дантеу је створила језичку напетост – језик волгаре мерио је према латинском. Преузимање тешког стила тробар цлус од Арноа Данијела учинило је Дантеа техничаром и артистом говора.
Данте познаје четири значења – дословно и алегоријско, моралну поуку, и анагогијско. Анагогијско значење је значење навише – описаним стварима означавамо појаве вечите славе – као када се каже да је Јудеја одласком народа Израиља из Египта постала слободна и света. – Душа, изашавши из греха постаје светом и слободном.
Средњовековна симболизација света заправо је алегоризација која има за циљ синхронизацију свих појава сходно хришћанској парадигми о могућној коинциденцији божанске вечности и људског тренутка. По Дантеу, алегоријски пренос је песничко оплођавање језика унутрашњим значењем, истинитијем него стварност спољашњих знакова којим су дати. Орфеј је глобална алегорија за однос језика и ума (Песмом померати камење).
Алегорија се даље дели на морално и анагогијско – поука алегорије може бити у социјалном или световном пољу живота, или у назначењу које је везано за семантичке пројекције које допиру у сферу трансцеденталног и вечног. Морално значење повезује знаке и појединачно, док анагогијско повезује знаке и вечност.
Дантеова Алегорија је имала неке услове које је одређивала традиција. Постићи фиктиван глас, који не звучи као бележење стварних догађаја било је средство технике. Алегорија се користила и у виду продужене метафоре. Са ова два захтева алегорија којој су песници тежили се представља унутрашњом, као да се дешава у души појединачног човека, тансцендирајући Евримена. Понекад, ликови средњовековних алегорија били су персонификације егземпларних ликова – Филозофија, Вера... и стандардних порока.
Уместо да усвоји алегорију песника, за коју се морало тврдити да јој дослован смисао нетачан, Данте употребљава алегорију теолога, па зато све у поеми третирамо као историјски догађај. Слажући се са Борхесовим схватањем Дантеовог начина, Чарлс Синглтон каже да у Комедији влада илузија да оно што се дешава није илузија, као у сну.

## Егземпларне фигуре
Паралелизам библијских и античких егземпларних фигура био је део средњовековне традиције, што је морало бити познато Дантеу јер их је управо уградио у свој Пургаторио као носећу конструкцију... Ту је, каже Курцијус са великом прецизношћу обликована једна стилистичка схема средњовековне латинске традиције – херојски канон хришћанског света.
У одређеном смислу, како то каже Курцијус, са прогонством Дантеов свет се ишчашио из зглобова, и велики песник је добио прилику да га узглоби. Метод који ће то чинити сматра се његовим највећим успехом – увођењем великог броја личности из савремености. Пред судом комедије нико није превелики ни премали. Комедију уоквирују две елите – Лепа школа лимба у Паклу, и осам старозаветних и седам новозаветних светаца, који је закључују. Каноном старозаветних ликова зачудо преовладавају жене, а пророци су избегнути. Једине жене у хришћанској елити су Луција и Беатриче, док је од еванђелиста заступљен само Јован, а од апостола Петар. Од црквених отаца, Августин мора да дели стих са Фрањом и Бенедиктом.

## Дела
Божанствена комедија описује Дантеов пут кроз Пакао (Дантеово дело) (Inferno), Чистилиште (Дантеово дело) (Purgatorio), и Рај (Дантеово дело) (Paradiso), вођен прво римским епским песником Вергилијем а касније својом вољеном Беатриче. Док је визија пакла, Inferno, живахна за модерне читаоце, теолошке ситничавости у другим књигама захтевају велику пажњу и образовање да би биле схваћене. Чистилиште је најлиричнија и најхуманија од ових књига, док је Рај најмирнија и најконтемплативнија.
Други радови на италијанском језику укључују:
- - „Цвет (Дантеово дело)“
- - „О љубави (Дантеово дело)“
- - „Риме“
- - „Нови живот“
- - „Гозба (Дантеово дело)“

На латинском је написао:
- ( „О народном језику“ De vulgari eloquentia, 1577
- - „Монархија (Дантеово дело)“
- - „Писма (Дантеово дело)“
- - „Еклоге (Дантеово дело)“
- - „Питања воде и земље“